# Филип, Франтишек
Франтишек Филип (чеш. František Filip; 26 декабря 1930, Писек, Чехословакия[…] — 9 января 2021, Прага) — чешский режиссёр кино и телевидения.

## Биография
Родился 26 декабря 1930 года в городе Писек. В 1950 годах работал в Факультете кино и телевидения Академии музыкальных искусств в Праге. В 1954 году, после окончания Факультета стал работать на Чехословацком телевидении. За много лет срежиссировал более 600 фильмов и передач для всех возрастов.
Умер 9 января 2021 года в Праге от коронавируса SARS-CoV-2.

## Избранная фильмография
- 1966 — Элишка и её семья
- 1969 — Страдания молодого Богачека
- 1970 — Решительная барышня
- 1975 — Листок в альбом
- 1978 — Отец или брат